# Gaya (Album)
Gaya ist ein Jazzalbum von Potsa Lotsa XL & Youjin Sung. Die im Mai 2021 im Traumton Studio Berlin entstandenen Aufnahmen erschienen am 25. März 2022 auf Trouble in the East Records. Gefördert wurden die Aufnahmen durch die Initiative Musik gGmbH mit Projektmitteln der Beauftragten der Bundesregierung für Kultur und Medien. Der Albumtitel bezieht sich auf ein historisches Reich im mittleren Süden der Koreanischen Halbinsel namens Gaya.

## Hintergrund
Potsa Lotsa ist das zentrale Projekt der Berliner Saxophonistin Silke Eberhard, das seit 2017 als Großformation Potsa Lotsa XL in Erscheinung tritt. In der Urbesetzung als Bläserquartett Potsa Lotsa (4) widmeten sich die Musiker zunächst den Kompositionen des Multiinstrumentalisten Eric Dolphy (1928–1964), woraus das Doppelalbum The Complete Works of Eric Dolphy hervorging. Mit dem Septett Potsa Lotsa Plus, das den Sound von sechs Bläsern mit elektronischen Klängen verbindet, brachte Silke Eberhard anschließend Dolphys lange Zeit verschollen geglaubte Hochzeitsmusik, „Love Suite“ zur Aufführung. Jenseits des Jazz setzte das Ensemble – bevorzugt in der Quartettform – auch Werke der klassischen Moderne von Giacinto Scelsi oder Kurt Schwitters’ „Ursonate“ auf seine Konzertprogramme, oft in Kooperationen mit weiteren Künstlern. In der XL-Formation hingegen spielt Potsa Lotsa ausschließlich Stücke von Silke Eberhard.
Eberhard hegt eine Faszination für traditionelle koreanische Musik, seit sie bei einem Aufenthalt in den USA Min Joung Kim kennengelernt hat, einen virtuosen Spieler des gestrichenen, der Zither ähnlichen Instruments Ajaeng. Anschließend hörte sie Youjin Sung 2019 bei einem Auftritt des Asian Art Ensemble in Berlin. Sung gilt als Virtuosin der Gayageum, eines Zupfinstruments, auf der sie einen Saitenbiegungseffekt entwickelt hat. Eberhard und Sung spielten während des Lockdowns infolge der COVID-19-Pandemie häufig aus der Ferne zusammen und Eberhard erwarb ein eigenes Gayageum; dies veranlasste sie, eine Musiksuite zu schreiben, die auf den harmonischen Möglichkeiten des Instruments basiert. Das Werk entstand während eines zweimonatigen Aufenthalts in der Villa Waldberta in München. Anknüpfungspunkt war für sie „Sanjo“ (wörtlich etwa: ausgebreitete oder verstreute Melodie); weitere Aspekte der traditionellen koreanischen Musik sind in diese neue Jazzkomposition eingeflossen.

## Titelliste
- Potsa Lotsa XL & Youjin Sung: Gaya

1. hana 5:20
2. dul 4:20
3. sed 7:53
4. ned 10:19
5. daseot 1:28

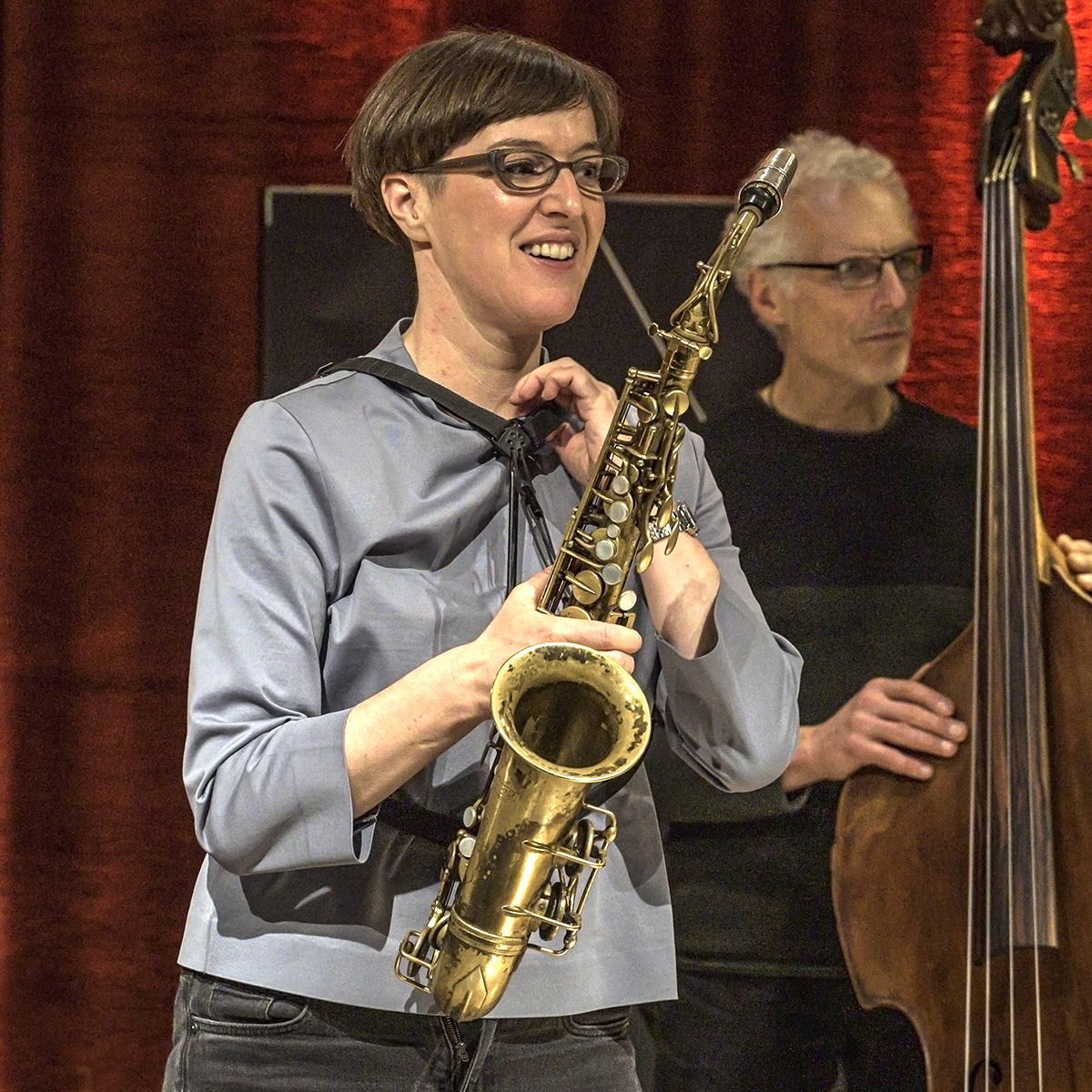
Silke Eberhard bei einem Auftritt im Kölner Loft 2019

Die Kompositionen stammen von Silke Eberhard.

## Rezeption
Nach Ansicht von Ian Mann, der das Album in The Jazz Mann rezensierte, sei Gaya mit einer Länge von 29 Minuten zwar ein kurzes Album, besonders nach heutigen Maßstäben. Doch was an Quantität fehle, werde jedoch qualitativ mehr als wettgemacht. Eberhards Kompositionen seien facettenreich, reich an Klangfarbe, Textur und Rhythmus. Sie füge gekonnt die östlichen und westlichen Stränge der Musik zusammen, und als Gesamtergebnis entstehe eine Musik, die auf seltsame Weise schön sei – faszinierend und betörend gleichermaßen. In Bezug auf den Jazz erreiche die Musik eine gute Balance zwischen ausgeschriebenen und improvisierten Elementen; Eberhard selbst begnüge sich weitgehend damit, Teil des Ensembles zu bleiben und überlasse Sung und ihrem virtuosen Spiel auf ihrem außergewöhnlichen und vielseitigen Instrument das Rampenlicht. Deren Gayageum sei in der Lage, sowohl eine überraschende rhythmische Kraft als auch eine ätherische melodische Schönheit zu erzeugen.
Dave Sumner (Bandcamp) zählte das Album zu den besten Neuerscheinungen des Jahres 2022 und schrieb, Silke Eberhards Zusammenarbeit mit Youjin Sung und ihre Kollisionen und Verbindungen von modernem Jazz und koreanischer Musik könne gelten als einzigartig auf einer Best-of-Liste gelten, die sich ziemlich durch ihren kreativen Individualismus auszeichnete. Aber abgesehen von den einzigartigen Merkmalen dieser Aufnahme, der aufregenden Lyrik und den dramatischen Träumereien, spreche Gaya auch über die faszinierende Entwicklung von Eberhards Ensemble Potsa Lotsa. Was in den frühesten Formationen der Gruppe begann, indem sie die Inspirationsquellen der Jazz-Pioniere Eric Dolphy und Henry Threadgill kanalisierten, sei letztendlich zu einer Übernahme des Experimentalismus geworden, der ihre führende Rolle befeuert habe. Es se ebenso ein Beweis dafür, was Gaya zu etwas ganz Außergewöhnlichem macht, wie es symbolisch für einen Ansatz stehe, der eine der größten Stärken der modernen Jazzszene symbolisiert.